# Super Selectos
Súper Selectos es una cadena de supermercados salvadoreña y cuenta con 115 sucursales en todo El Salvador, incluyendo la tienda en línea www.superselectos.com. Súper Selectos pertenece al conglomerado empresarial denominado Grupo Calleja y es la cadena de supermercados líder en El Salvador, con presencia en todo el país.

## Historia
En el año de 1950 Daniel Calleja incursiona en la industria con una pequeña tienda llamada "Sumesa", la cual se ubicaba en la 9ª avenida sur del centro de San Salvador. Al pasar el tiempo, Daniel, con el apoyo de su hijo Franciso Calleja, abrieron dos tiendas más, siendo una de las innovaciones la venta de productos refrigerados, que en ese tiempo eran muy escasos, pero que al poco tiempo fue un concepto muy bien recibido por los compradores.
El nombre de "Súper Selectos" aparece por primera vez en 1969. Progresivamente la pequeña empresa se fue extendiendo a otros departamentos de El Salvador y en la década de los 90 consolida su presencia con la compra de los supermercados El Sol, Todo por menos, Multimart, y La Tapachulteca.
Ya en el siglo XXI, la cadena de supermercados inició un proceso de renovación total de su imagen, inventario y desarrollo de productos de marca propia, ampliando su oferta con secciones más refinadas con categorías Gourmet, panadería, alimentos preparados y restaurantes dentro de sus salas de venta. Esta transformación se llevó a cabo con la incorporación de Carlos Calleja, hijo de Francisco, como vicepresidente del Grupo Calleja. Posteriormente la empresa ha seguido reinventándose con la adición de nuevos servicios digitales como la tienda en línea www.superselectos.com, la App Selectos y su presencia en diversas plataformas como redes sociales.
Actualmente cuenta con salas de venta en todo el territorio salvadoreño, convirtiéndose en la cadena de supermercados con mayor presencia en el El Salvador.

## Ofertas y promociones
Súper Selectos tiene una dinámica publicitaria constante y agresiva en medios escritos, radio, televisión, internet y redes sociales, con decenas de ofertas de los productos más vendidos y preferidos por los centroamericanos.